# Naličje i lice
Naličje i lice (franc. L'envers et l'endroit; 1937.) je zbirka od pet crtica:
1. Ironija
2. Između da i ne
3. Smrt u duši
4. Ljubav prema životu
5. Naličje i lice

francuskoga novinara, književnika i filozofa Alberta Camusja.

## Ironija
Ova crtica koristi tri lika, kako bi se opisala bešćutnost prema starim ljudima: 
1. Usamljenu napola-paraliziranu staricu, koja Boga korsiti samo kako bi privukla pažnju ljudi. Uspjeva privući pažnju jednoga mladića koji suosjeća, ali zbog njezine narcisoidnosti, ipak teško podnosi njezinu blizinu.
2. Starac kojega mladi ne slušaju, smatrajući ga lažljivcem.
3. Staricu koja ugnjetava svoju obitelj, te zbog toga nitko nema suosjećanja za njenu bolest.

Nije samo riječ o bešćutnosti već i o besmislenosti življenja: "Smrt za sve, ali svakome njegova smrt."